# 경산시·청도군
경산시·청도군은 대한민국의 옛 국회의원 선거구이다. 당시 경상북도 경산시, 청도군 지역을 관할했다.

## 역사
1995년 1월, 경산시와 경산군이 통합되면서 통합 경산시가 출범되었다. 이에 제15대 국회의원 선거를 앞두고 경산시·경산군·청도군 선거구가 경산시·청도군 선거구로 개편되었다.
제20대 국회의원 선거를 앞두고 경산시의 인구 증가로 인해 경산시가 경산시 단독 선거구를 구성하게 되었으며 청도군은 영천군과 함께 영천시·청도군 선거구를 이루게 됨에 따라 폐지되었다.

## 역대 국회의원
| 선거   | 정당 | 정당         | 의원   |
| ------ | ---- | ------------ | ------ |
| 1996년 |      | 자유민주연합 | 김종학 |
| 2000년 |      | 한나라당     | 박재욱 |
| 2004년 |      | 한나라당     | 최경환 |
| 2008년 |      | 한나라당     | 최경환 |
| 2012년 |      | 새누리당     | 최경환 |

## 역대 선거 결과

### 대한민국 제15대 국회의원 선거
|  | 24.19% |

|  | 23.81% |

|  | 15.26% |

|  | 10.71% |

|  | 6.48% |

|  | 4.57% |

|  | 4.13% |

|  | 2.67% |

|  | 2.46% |

|  | 1.82% |

|  | 1.56% |

|  | 1.24% |

|  | 1.03% |

### 대한민국 제16대 국회의원 선거
|  | 52.58% |

|  | 16.44% |

|  | 13.97% |

|  | 10.09% |

|  | 6.90% |

### 대한민국 제17대 국회의원 선거
|  | 63.26% |

|  | 29.25% |

|  | 5.64% |

|  | 1.25% |

|  | 0.56% |

### 대한민국 제18대 국회의원 선거
|  | 78.47% |

|  | 9.83% |

|  | 9.25% |

|  | 2.43% |

### 대한민국 제19대 국회의원 선거
|  | 63.60% |

|  | 15.50% |

|  | 13.22% |

|  | 5.78% |

|  | 1.88% |